# Großer Preis von Ungarn 1993
Der Große Preis von Ungarn 1993 (offiziell Marlboro Magyar Nagydij) fand am 15. August auf dem Hungaroring in Mogyoród statt und war das elfte Rennen der Formel-1-Weltmeisterschaft 1993.

## Berichte

### Hintergrund
Ein im Vergleich zum Großen Preis von Deutschland drei Wochen zuvor unverändertes Teilnehmerfeld trat auch zum elften WM-Lauf des Jahres in Ungarn an.
Nach dem Großen Preis von Deutschland führte Alain Prost in der Fahrerwertung mit 27 Punkten vor Ayrton Senna und mit 41 Punkten vor Michael Schumacher. In der Konstrukteurswertung führte Williams-Renault mit 52 Punkten vor McLaren-Ford und mit 58 Punkten vor Benetton-Ford.
Mit Senna (dreimal) und Thierry Boutsen (einmal) traten zwei ehemalige Sieger zu diesem Grand Prix an.

### Qualifying
Prost sicherte sich die Pole-Position vor seinem Williams-Teamkollegen Damon Hill sowie Schumacher, Senna, Riccardo Patrese und Gerhard Berger. Pierluigi Martini und Jean Alesi bildeten die vierte Startreihe vor den beiden Footwork-Piloten Derek Warwick und Aguri Suzuki.

### Rennen
Da Prost seinen Motor beim Start zur Einführungsrunde abwürgte, musste er vom letzten Startplatz aus ins Rennen gehen.
Hill übernahm die Führung vor Senna, Berger, Patrese und Schumacher. In der zehnten Runde fiel Schumacher durch einen Dreher auf den zehnten Rang zurück. Wegen eines Elektronikdefektes musste Senna das Rennen nach 17 Runden aufgeben.
Prost, der zwischenzeitlich wieder bis auf den vierten Rang nach vorn gelangt war, musste aufgrund einer Beschädigung an seinem Heckflügel einen längeren Reparaturstopp in der Box einlegen. Mit sieben Runden Rückstand auf seinen führenden Teamkollegen Hill nahm er das Rennen wieder auf.
Während seines zweiten Boxenstopps musste der zu diesem Zeitpunkt zweitplatzierte Schumacher das Rennen wegen eines Motorproblems aufgeben. Hill erreichte seinen ersten Grand-Prix-Sieg vor Patrese und Berger. Warwick wurde Vierter vor Martin Brundle und Karl Wendlinger.
In der Fahrerwertung blieb Prost vor Senna, neuer Dritter war Hill. In der Konstrukteurswertung blieben die ersten Positionen unverändert.

## Meldeliste
| Team                        | Nr. | Fahrer               | Chassis        | Motor                        | Reifen |
| --------------------------- | --- | -------------------- | -------------- | ---------------------------- | ------ |
| Canon Williams Team         | 0   | Damon Hill           | Williams FW15C | Renault RS5 3.5 V10          | G      |
| Canon Williams Team         | 02  | Alain Prost          | Williams FW15C | Renault RS5 3.5 V10          | G      |
| Tyrrell Racing Organisation | 03  | Ukyō Katayama        | Tyrrell 021    | Yamaha OX10A 3.5 V10         | G      |
| Tyrrell Racing Organisation | 04  | Andrea de Cesaris    | Tyrrell 021    | Yamaha OX10A 3.5 V10         | G      |
| Camel Benetton Ford         | 05  | Michael Schumacher   | Benetton B193B | Ford Cosworth HB 3.5 V8      | G      |
| Camel Benetton Ford         | 06  | Riccardo Patrese     | Benetton B193B | Ford Cosworth HB 3.5 V8      | G      |
| Marlboro McLaren            | 07  | Michael Andretti     | McLaren MP4/8  | Ford Cosworth HB 3.5 V8      | G      |
| Marlboro McLaren            | 08  | Ayrton Senna         | McLaren MP4/8  | Ford Cosworth HB 3.5 V8      | G      |
| Footwork Mugen Honda        | 09  | Derek Warwick        | Footwork FA14  | Mugen-Honda MF-351HB 3.5 V10 | G      |
| Footwork Mugen Honda        | 10  | Aguri Suzuki         | Footwork FA14  | Mugen-Honda MF-351HB 3.5 V10 | G      |
| Team Lotus                  | 11  | Alessandro Zanardi   | Lotus 107B     | Ford Cosworth HB 3.5 V8      | G      |
| Team Lotus                  | 12  | Johnny Herbert       | Lotus 107B     | Ford Cosworth HB 3.5 V8      | G      |
| Sasol Jordan                | 14  | Rubens Barrichello   | Jordan 193     | Hart 1035 3.5 V10            | G      |
| Sasol Jordan                | 15  | Thierry Boutsen      | Jordan 193     | Hart 1035 3.5 V10            | G      |
| Larrousse F1                | 19  | Philippe Alliot      | Larrousse LH93 | Lamborghini 3512 3.5 V12     | G      |
| Larrousse F1                | 20  | Érik Comas           | Larrousse LH93 | Lamborghini 3512 3.5 V12     | G      |
| Lola BMS Scuderia Italia    | 21  | Michele Alboreto     | Lola T93/30    | Ferrari 040 3.5 V12          | G      |
| Lola BMS Scuderia Italia    | 22  | Luca Badoer          | Lola T93/30    | Ferrari 040 3.5 V12          | G      |
| Minardi Team                | 23  | Christian Fittipaldi | Minardi M193   | Ford Cosworth HB 3.5 V8      | G      |
| Minardi Team                | 24  | Pierluigi Martini    | Minardi M193   | Ford Cosworth HB 3.5 V8      | G      |
| Ligier Gitanes Blondes      | 25  | Martin Brundle       | Ligier JS39    | Renault RS5 3.5 V10          | G      |
| Ligier Gitanes Blondes      | 26  | Mark Blundell        | Ligier JS39    | Renault RS5 3.5 V10          | G      |
| Scuderia Ferrari            | 27  | Jean Alesi           | Ferrari F93A   | Ferrari 041 3.5 V12          | G      |
| Scuderia Ferrari            | 28  | Gerhard Berger       | Ferrari F93A   | Ferrari 041 3.5 V12          | G      |
| Lighthouse Sauber           | 29  | Karl Wendlinger      | Sauber C12     | Sauber 2175 3.5 V10          | G      |
| Lighthouse Sauber           | 30  | JJ Lehto             | Sauber C12     | Sauber 2175 3.5 V10          | G      |

## Klassifikationen

### Qualifying
| Pos. | Fahrer               | Konstrukteur          | 1. Qualifikationstraining | 1. Qualifikationstraining | 2. Qualifikationstraining | 2. Qualifikationstraining | Start |
| Pos. | Fahrer               | Konstrukteur          | Zeit                      | Ø-Geschwindigkeit         | Zeit                      | Ø-Geschwindigkeit         | Start |
| ---- | -------------------- | --------------------- | ------------------------- | ------------------------- | ------------------------- | ------------------------- | ----- |
| 01   | Alain Prost          | Williams-Renault      | 1:15,488                  | 189,233 km/h              | 1:14,631                  | 191,406 km/h              | 01    |
| 02   | Damon Hill           | Williams-Renault      | 1:16,135                  | 187,625 km/h              | 1:14,835                  | 190,884 km/h              | 02    |
| 03   | Michael Schumacher   | Benetton-Ford         | 1:16,003                  | 187,950 km/h              | 1:15,228                  | 189,887 km/h              | 03    |
| 04   | Ayrton Senna         | McLaren-Ford          | 1:18,260                  | 182,530 km/h              | 1:16,451                  | 186,849 km/h              | 04    |
| 05   | Riccardo Patrese     | Benetton-Ford         | 1:17,755                  | 183,716 km/h              | 1:16,561                  | 186,581 km/h              | 05    |
| 06   | Gerhard Berger       | Ferrari               | 1:19,379                  | 179,957 km/h              | 1:16,939                  | 185,664 km/h              | 06    |
| 07   | Pierluigi Martini    | Minardi-Ford          | 1:19,129                  | 180,525 km/h              | 1:17,366                  | 184,639 km/h              | 07    |
| 08   | Jean Alesi           | Ferrari               | 1:19,438                  | 179,823 km/h              | 1:17,480                  | 184,368 km/h              | 08    |
| 09   | Derek Warwick        | Footwork-Mugen-Honda  | 1:20,780                  | 176,836 km/h              | 1:17,682                  | 183,888 km/h              | 09    |
| 10   | Aguri Suzuki         | Footwork-Mugen-Honda  | 1:19,533                  | 179,608 km/h              | 1:17,693                  | 183,862 km/h              | 10    |
| 11   | Michael Andretti     | McLaren-Ford          | 1:20,088                  | 178,364 km/h              | 1:18,107                  | 182,888 km/h              | 11    |
| 12   | Mark Blundell        | Ligier-Renault        | 1:20,770                  | 176,858 km/h              | 1:18,388                  | 182,232 km/h              | 12    |
| 13   | Martin Brundle       | Ligier-Renault        | 1:19,277                  | 180,188 km/h              | 1:18,392                  | 182,223 km/h              | 13    |
| 14   | Christian Fittipaldi | Minardi-Ford          | 1:20,953                  | 176,458 km/h              | 1:18,446                  | 182,097 km/h              | 14    |
| 15   | JJ Lehto             | Sauber                | 1:24,596                  | 168,859 km/h              | 1:18,638                  | 181,653 km/h              | 15    |
| 16   | Rubens Barrichello   | Jordan-Hart           | 1:20,658                  | 177,103 km/h              | 1:18,721                  | 181,461 km/h              | 16    |
| 17   | Karl Wendlinger      | Sauber                | 1:20,590                  | 177,253 km/h              | 1:18,840                  | 181,187 km/h              | 17    |
| 18   | Érik Comas           | Larrousse-Lamborghini | 1:21,049                  | 176,249 km/h              | 1:19,305                  | 180,125 km/h              | 18    |
| 19   | Philippe Alliot      | Larrousse-Lamborghini | 1:20,959                  | 176,445 km/h              | 1:19,320                  | 180,091 km/h              | 19    |
| 20   | Johnny Herbert       | Lotus-Ford            | 1:20,527                  | 177,391 km/h              | 1:19,444                  | 179,810 km/h              | 20    |
| 21   | Alessandro Zanardi   | Lotus-Ford            | 1:19,673                  | 179,293 km/h              | 1:19,485                  | 179,717 km/h              | 21    |
| 22   | Andrea de Cesaris    | Tyrrell-Yamaha        | 1:22,489                  | 173,172 km/h              | 1:19,560                  | 179,548 km/h              | 22    |
| 23   | Ukyō Katayama        | Tyrrell-Yamaha        | 1:22,668                  | 172,797 km/h              | 1:20,270                  | 177,959 km/h              | 23    |
| 24   | Thierry Boutsen      | Jordan-Hart           | 1:21,484                  | 175,308 km/h              | 1:20,482                  | 177,491 km/h              | 24    |
| 25   | Michele Alboreto     | Lola-Ferrari          | 1:23,560                  | 170,953 km/h              | 1:21,502                  | 175,269 km/h              | 25    |
| 26   | Luca Badoer          | Lola-Ferrari          | 1:23,543                  | 170,987 km/h              | 1:22,655                  | 172,824 km/h              | 26    |

### Rennen
| Pos. | Fahrer               | Konstrukteur          | Runden | Stopps | Zeit        | Start | Schnellste Runde |
| ---- | -------------------- | --------------------- | ------ | ------ | ----------- | ----- | ---------------- |
| 01   | Damon Hill           | Williams-Renault      | 77     | 2      | 1:47:39,098 | 02    | 1:20,441 (54.)   |
| 02   | Riccardo Patrese     | Benetton-Ford         | 77     | 2      | + 1:11,915  | 05    | 1:21,101 (32.)   |
| 03   | Gerhard Berger       | Ferrari               | 77     | 2      | + 1:18,042  | 06    | 1:20,917 (71.)   |
| 04   | Derek Warwick        | Footwork-Mugen-Honda  | 76     | 1      | + 1 Runde   | 09    | 1:23,202 (42.)   |
| 05   | Martin Brundle       | Ligier-Renault        | 76     | 2      | + 1 Runde   | 13    | 1:20,702 (69.)   |
| 06   | Karl Wendlinger      | Sauber                | 76     | 2      | + 1 Runde   | 17    | 1:22,745 (59.)   |
| 07   | Mark Blundell        | Ligier-Renault        | 76     | 2      | + 1 Runde   | 12    | 1:22,275 (50.)   |
| 08   | Philippe Alliot      | Larrousse-Lamborghini | 75     | 2      | + 2 Runden  | 19    | 1:22,757 (57.)   |
| 09   | Thierry Boutsen      | Jordan-Hart           | 75     | 2      | + 2 Runden  | 24    | 1:22,754 (53.)   |
| 10   | Ukyō Katayama        | Tyrrell-Yamaha        | 73     | 3      | + 4 Runden  | 23    | 1:23,764 (50.)   |
| 11   | Andrea de Cesaris    | Tyrrell-Yamaha        | 72     | 2      | + 5 Runden  | 22    | 1:23,478 (49.)   |
| 12   | Alain Prost          | Williams-Renault      | 70     | 2      | + 7 Runden  | 01    | 1:19,633 (52.)   |
| –    | Pierluigi Martini    | Minardi-Ford          | 59     | 2      | DNF         | 07    | 1:21,939 (59.)   |
| –    | Érik Comas           | Larrousse-Lamborghini | 54     | 2      | DNF         | 18    | 1:22,628 (51.)   |
| –    | Alessandro Zanardi   | Lotus-Ford            | 45     | 3      | DNF         | 21    | 1:23,876 (22.)   |
| –    | Aguri Suzuki         | Footwork-Mugen-Honda  | 41     | 1      | DNF         | 10    | 1:23,749 (33.)   |
| –    | Michele Alboreto     | Lola-Ferrari          | 39     | 1      | DNF         | 25    | 1:27,289 (21.)   |
| –    | Johnny Herbert       | Lotus-Ford            | 38     | 1      | DNF         | 20    | 1:23,800 (34.)   |
| –    | Luca Badoer          | Lola-Ferrari          | 37     | 1      | DNF         | 26    | 1:24,568 (29.)   |
| –    | Michael Schumacher   | Benetton-Ford         | 26     | 1      | DNF         | 03    | 1:22,031 (20.)   |
| –    | Christian Fittipaldi | Minardi-Ford          | 22     | 0      | DNF         | 14    | 1:24,850 (14.)   |
| –    | Jean Alesi           | Ferrari               | 22     | 1      | DNF         | 08    | 1:24,020 (03.)   |
| –    | JJ Lehto             | Sauber                | 18     | 0      | DNF         | 15    | 1:25,444 (06.)   |
| –    | Ayrton Senna         | McLaren-Ford          | 17     | 0      | DNF         | 04    | 1:22,838 (03.)   |
| –    | Michael Andretti     | McLaren-Ford          | 15     | 0      | DNF         | 11    | 1:24,667 (09.)   |
| –    | Rubens Barrichello   | Jordan-Hart           | 0      | 0      | DNF         | 16    | –                |

## WM-Stände nach dem Rennen
Die ersten sechs des Rennens bekamen 10, 6, 4, 3, 2 bzw. 1 Punkt(e).

### Fahrerwertung
| Pos. | Fahrer               | Konstrukteur         | Punkte |
| ---- | -------------------- | -------------------- | ------ |
| 01   | Alain Prost          | Williams-Renault     | 77     |
| 02   | Ayrton Senna         | McLaren-Ford         | 50     |
| 03   | Damon Hill           | Williams-Renault     | 38     |
| 04   | Michael Schumacher   | Benetton-Ford        | 36     |
| 05   | Riccardo Patrese     | Benetton-Ford        | 17     |
| 06   | Martin Brundle       | Ligier-Renault       | 11     |
| 07   | Mark Blundell        | Ligier-Renault       | 10     |
| 08   | Gerhard Berger       | Ferrari              | 10     |
| 09   | Johnny Herbert       | Lotus-Ford           | 9      |
| 10   | JJ Lehto             | Sauber               | 5      |
| 11   | Christian Fittipaldi | Minardi-Ford         | 5      |
| 12   | Derek Warwick        | Footwork-Mugen-Honda | 4      |
| 13   | Jean Alesi           | Ferrari              | 4      |
| 14   | Michael Andretti     | McLaren-Ford         | 3      |

| Pos. | Fahrer             | Konstrukteur          | Punkte |
| ---- | ------------------ | --------------------- | ------ |
| 15   | Philippe Alliot    | Larrousse-Lamborghini | 2      |
| 16   | Fabrizio Barbazza  | Minardi-Ford          | 2      |
| 17   | Karl Wendlinger    | Sauber                | 2      |
| 18   | Alessandro Zanardi | Lotus-Ford            | 1      |
| 19   | Rubens Barrichello | Jordan-Hart           | 0      |
| 20   | Luca Badoer        | Lola-Ferrari          | 0      |
| 21   | Érik Comas         | Larrousse-Lamborghini | 0      |
| 22   | Aguri Suzuki       | Footwork-Mugen-Honda  | 0      |
| 23   | Thierry Boutsen    | Jordan-Hart           | 0      |
| 24   | Andrea de Cesaris  | Tyrrell-Yamaha        | 0      |
| 25   | Ukyō Katayama      | Tyrrell-Yamaha        | 0      |
| 26   | Michele Alboreto   | Lola-Ferrari          | 0      |
| 27   | Pierluigi Martini  | Minardi-Ford          | 0      |
| –    | Ivan Capelli       | Jordan-Hart           | 0      |

### Konstrukteurswertung
| Pos. | Konstrukteur     | Punkte |
| ---- | ---------------- | ------ |
| 01   | Williams-Renault | 115    |
| 02   | McLaren-Ford     | 53     |
| 03   | Benetton-Ford    | 53     |
| 04   | Ligier-Renault   | 21     |
| 05   | Ferrari          | 14     |
| 06   | Lotus-Ford       | 10     |
| 07   | Minardi-Ford     | 7      |

| Pos. | Konstrukteur          | Punkte |
| ---- | --------------------- | ------ |
| 08   | Sauber                | 7      |
| 09   | Footwork-Mugen-Honda  | 4      |
| 10   | Larrousse-Lamborghini | 2      |
| 11   | Jordan-Hart           | 0      |
| 12   | Lola-Ferrari          | 0      |
| 13   | Tyrrell-Yamaha        | 0      |